# Nazionale maschile di pallacanestro della Siria
La nazionale di pallacanestro della Siria è la rappresentativa cestistica della Siria ed è posta sotto l'egida della Federazione cestistica della Siria.
Ha partecipato anche ad un'edizione degli Europei di pallacanestro.

## Piazzamenti

### Campionati asiatici
- 1999 - 8°
- 2001 - 4°
- 2003 - 9°
- 2007 - 11°
- 2011 - 9°

- 2017 - 10°

### Campionati europei
- 1949 - 6°

### Giochi asiatici
- 2006 - 10°
- 2018 - 6°

### Giochi del Mediterraneo
- 1951 - 7°
- 1955 - ?
- 1963 - ?

- 1971 - 6°
- 1987 - 4°
- 2001 - 10°

## Formazioni

### Campionati asiatici
Campionato asiatico maschile di pallacanestro 20014 Haddad, 5 Hamwe, 6 Abousanda, 7 Hasaballah, 8 Younes, 9 Kassas, 10 Karkokli, 11 Iman, 12 Safadi, 13 Zedan, 14 Madanli, 15 Madani,        All. -
Campionato asiatico maschile di pallacanestro 20034 S. Mohamed Sharif, 5 R. Basal, 6 A. Mohamad, 7 Hamid A. Abdul, 8 S. Anas, 9 H. Redwan, 10 M. Michel, 11 I. Mohamad, 12 B. Rober, 13 S. Mhpnour, 14 A. al-Hakam, 15 F. Abdul Qader,        All. -
Campionato asiatico maschile di pallacanestro 20074 al-Katib, 5 Hadad Zouhir, 6 Madanly, 7 al-Saman, 8 Abo Ulkarim, 9 Adb Allah, 10 Lubus, 11 Hasaballah, 12 Daks, 13 Lutfi, 14 Kasballi, 15 Yakoub,        All. -
Campionato asiatico maschile di pallacanestro 20114 Deeb, 5 Lubus, 6 Jlilaty, 7 al-Saman, 8 Nalbandian, 9 al-Katib, 10 Daks, 11 Osfira, 12 Abboud, 13 Gorges, 14 Kasaballi, 15 al-Hamwi,        All. Goran Milijević
Campionato asiatico maschile di pallacanestro 20174 al-Haddad, 5 al-Osh, 6 Madanly, 7 Khori, 8 Abd Allah, 9 al-Jabi, 10 Bakar, 11 Saddir, 12 Cheikh Ali, 13 al-Hamwi, 14 Todorović, 15 Adribe,        All. Nenad Krdžić
Campionato asiatico maschile di pallacanestro 20221 Bakar, 2 Azrie, 6 Nazarian, 7 Issa, 8 Arbasha, 9 Oubeid, 12 al-Hamwi, 14 Idelbi, 15 Adribe, 21 Cheikh Ali, 24 Alsati, 88 Hinton,        All. Javier Juárez
Template:Siria maschile pallacanestro asiatico 2025

### Campionati europei
Campionato europeo maschile di pallacanestro 19494 Shawki, 5 Khayat, 6 Nashawi, 7 Fo. Habash, 8 Abouhitian, 9 Qoudsi, 10 Sharaf, 11 Fe. Habash, 12 Shukri, 13 Nael, 14 Mashnouq, 15 Tinawi,        All. -

### Giochi asiatici
Pallacanestro ai XVIII Giochi asiatici1 Bakar, 8 Khyyata, 9 al-Jabi, 11 Saddir, 12 al-Hamwi, 13 al-Osh, 14 Idelbi, 15 al-Ghamian, 21 al-Shaikh, 41 Kasaballi, 99 Kassas, 00 Khouri,       All. Veselin Matić

## Nazionali giovanili
- Nazionale Under-18
- Nazionale Under-16